# Рабенчук Володимир Семенович
Володи́мир Семе́нович 'Рабенчу́к (нар. 1944, с. Зозів Липовецького району Вінницької області — †2023, м. Краків, Польща) — поет, прозаїк, драматург, публіцист. Заслужений працівник культури України (2011). Державний радник податкової служби другого рангу. Член Національної спілки письменників України (1984), Національної спілки журналістів України (1970).

## Біографія
Народився 2 липня 1944 р. у с. Зозів Липовецького району Вінницької області. Закінчив Зозівську середню школу (1961), навчався в ремісничому училищі в Молдові, працював у Бельцях складальником на оборонному заводі. Згодом закінчив факультет журналістики Львівського державного університету (1973), юридичний факультет Національної академії державної податкової служби України (2001).

Друкуватись розпочав під час служби в армії (1963—1966 рр.) в газетах Прикарпатського військового округу «Слава Родины» та Південної групи військ «Ленинское знамя». З 1966 р. працював журналістом у газетах «Нове життя» (Липовець), «Колгоспна зоря» у Вінниці (1970—1975), «Вінницька правда» (1982—1984), головним редактором редакції радіомовлення Вінницького радіотехнічного заводу (1976—1979), консультантом Вінницької обласної організації спілки письменників (1979—1985), головним редактором інформаційно-телевізійного агентства «ВІТА» (1995—1996). Популяризував українське художнє слово на посаді кореспондента Бюро пропаганди художньої літератури Спілки письменників України у Вінницькій області (1985—1992). Працював сценаристом і автором закадрових текстів на кіностудії «Укртелефільм» у Києві (1989—1996), обіймав посаду начальника відділу інформації та громадських зв'язків міської податкової інспекції у Вінниці (1997—2003), був головою Вінницької обласної організації НСПУ у 1992—1995 та 2005—2008 рр.

З початком російської агресії у 2022 році виїхав до Польщі, де помер 26 вересня 2023 р. у м. Кракові. Після кремації тіла прах доставлено в Україну і поховано на Сабарівському кладовищі Вінниці.

## Творчість
Автор кількох десятків книг поезій, прози, публіцистики, кількох сотень статей у періодиці, передмов до книг інших письменників, сценаріїв до близько двох десятків телефільмів. Окремі казки друкувалися в США у перекладі Джіма Кейца англійською мовою.

### Письменницька діяльність
Книги:

- Чорний вітер : поезії. — Одеса: Маяк, 1975.
- Вітрило ранку : поезії. — Одеса: Маяк, 1980. — 51 с.
- Стремління : поезії. — Одеса: Маяк, 1983. — 71 с.
- Одного колоса зерна : нариси (спільно з Н. Ю. Гнатюк). — Одеса: Маяк, 1985. — 128 c.
- Весільний поїзд : поезії. — Київ: Молодь, 1986.
- Травневі смолоскипи : поезії. — Вінниця: ВАТ Віноблдрукарня, 1994. — 80 с.
- Космина та його родина : казка. — Вінниця: ВАТ Віноблдрукарня, 2004.
- Мріяння зорі : вибране. — Вінниця: Континент-ПРИМ, 2004. — 312 с. — ISBN 966-516-194-6.
- Проліски для Юлі : памфлети. — Вінниця: Книга-Вега, 2006. — 8 с. — ISBN 966-621-228-5.
- Тінь перста вказівного, або Дожити б до Івана Купала : проза, есеї. — Вінниця: ДП ДКФ, 2006. — 303 с. — ISBN 966-7151-84-0.
- Свята Тетяна мирроточить : поезії. — Вінниця: ДП ДКФ, 2008. — 192 с. — ISBN 978-966-2024-06-7.
- Луцишина спідниця : повість. — Вінниця: ДР ДКФ, 2008.
- Сходження на вулкан : поезії. — Вінниця: ДП ДКФ, 2009. — 223 с. — ISBN 978-966-2024-43-2.
- Малечин сміховик : чотири кн. в одній. — Вінниця: Консоль, 2009. — 72 с. — ISBN 978-966-8086-96-0.
- Всетерпелюк : казка про найпершого зрячого кобзаря. — Вінниця: ДКФ, 2010. — 16 с. : іл. — ISBN 978-966-2024-98-2.
- Пригоди шилохвостої : вірші для дітей. — Вінниця: Консоль, 2010.
- Вчитель дощової води : гумор для дітей. — Вінниця: ДКФ, 2010. — 12 с. : кол. іл. — ISBN 978-966-2024-72-2.
- Казка про найвидатнішого дурня : для дітей молод. та серед. шк. віку. — Вінниця: ДП ДКФ, 2010. — 12 с. : кол. іл. — ISBN 978-611-533-000-3.
- Ой, ходить слон коло вікон : гумор для. — Вінниця: ДП ДКФ, 2012. — 25 с., включ. обкл. : іл. — ISBN 978-617-533-048-7.
- З Ікаром у серці : худож.-докум. роман. — Вінниця: Рогальська І. О. , 2012. — 294 с. : іл. — ISBN 978-966-2585-27-8.
- Притчі во язицех : для дітей які хочуть стати дорослими (у співавторстві з Олегом Чорногузом). — Вінниця: ДП ДКФ, 2012. — 56 с. : іл. — ISBN 978-617-533-067-8.
- Продововчий магазин : гумор для дітей. — Вінниця: ДП ДКФ, 2013. — 24 с. : кол. іл. — ISBN 978-617-533-077-7.
- Трояндове серце : вірші. — Вінниця: Вінницька обласна друкарня, 2014. — 28 с. — ISBN 978-966-621-571-3.
- Шевченко Вінницю бере…: поезія. — Вінниця: «Нілан-ЛТД», 2017. — 72 с. — ISBN 978-966-924-414-7.
- Громові дерева: вибране у 2 т. — Вінниця: «Консоль», 2018. — 464 с. (серія «Бібліотека літератури Вінниччини») — ISBN 978-617-583-219-6.
- Небесний аудит : вірші і поеми. — Вінниця: «Твори», 2019. — 300 с.: фот. — ISBN 978-617-7742-69-1.

Упорядкував видання:
- Шевченко на Поділлі : збірка статей та поезій про Шевченківське свято на Вінниччині. — Вінниця: ВАТ Віноблдрукарня, 1992.
- Квіт подільського слова : антологія творів сучасних письменників Вінниччини / ред.: А. М. Подолинний, В. С. Рабенчук. — Вінниця, 2006. — 544 с. : іл. — ISBN 366-7151-60-3.
- Квіт подільського слова : антол. тв. сучас. письм. Вінниччини. — Вінниця: Консоль, 2010. — 544 с. — ISBN 978-617-583-015-4.
- Краса України : твори поетів і фотохудожників Вінницької, Тернопільської та Хмельницької областей про рідне Поділля. — Вінниця: ДП ДКФ, 2006. — 160 c.
- Всміхається Руданському нове тисячоліття : твори лауреатів Всеукр. літ.-мистец. премії ім. С. Руданського / [упоряд. : Л. Куций, В. Рабенчук]. — Вінниця: ДП ДКФ, 2008. — 287 с. : іл. — ISBN 978-966-2024-25-6.
- Собор : літ.-худож. зб. Вінниц. орг. Нац. спілки письменників у 2 т. / [упоряд. : В. Рабенчук]. — Вінниця: ДП ДКФ, 2008. — Т. 1. — 223 с.: іл. — ISBN 978-966-2024-41-8; Т. 2. — 2008. — 223 с. : іл. — ISBN 978-966-2024-42-5.
- На громах настояний скарбник . Анатолій Бортняк у спогадах сучасників та українському літературознавстві / упоряд. В. С. Рабенчук. — Вінниця: Консоль, 2010. — 464 с.: іл.
- Наша хатка : альманах для дітей. — Вінниця: ДП ДКФ, 2010. — № 1; № 2.

|                   | Володимир Рабенчук – визнаний упорядник літературних альманахів. Найпомітніші зі свіжих – це книги про Анатолія Бортняка, який недавно відійшов у вічність, нова книга про Володимира Забаштанського «Блискавка з темряви». Володимир Рабенчук відбувся в літературі як поет, також пише багато для дітей, видає літературознавчі розвідки, пише кіносценарії й іноді знімає документальне кіно, якщо пощастить з фінансуванням. Нещодавно він задумав дитячий альманах «Наша хатка», на що уперто «вибиває» кошти і успішно його видає. |
| — Михайло Каменюк | |

### Кінодокументалістика
Працював сценаристом і автором закадрових текстів на кіностудії «Укртелефільм» у Києві (1989—1996), де за його сценаріями знято близько 20 документальних кінофільмів. У своїх телефільмах оспівує духовну велич Поділля, зокрема, видатних земляків — Степана Руданського («Смерті першої не пригадую», 1991 р.), Михайла Стельмаха («Там навчився я людей любити», 1993 р.), кобзаря Володимира Перепелюка («Молитва до сонця», 1995 р.), Володимира Забаштанського («Світло по той бік ночі», 2009); переосмислює події визвольної війни під проводом Богдана Хмельницького («Місто на Кучманському шляху», 1992 р., «Диво старого Тіраса», 1993 р.), розкриває пласти юдейської та польської культури на Поділлі, дохристиянських та християнських духовних цінностей («Шаргород», 1993 р., «Палаци Поділля», 1994 р., «Подільська ікона», 1995 р., «Храми Поділля», 1993 р., «З мороку тисячоліть» 1995 р.), повертається до подій Другої світової війни ("Довкола таємниці «Вервольф», 1995 р., «Вінниця — місто над Бугом», 1989 р.). Спільно із Раїсою Іванченко створено двосерійний фільм «Титан» про Михайла Драгоманова (1994).

## Звання, літературні премії[7]
- Заслужений працівник культури України (2011)[8];
- Літературна премія імені Миколи Трублаїні (1979);
- Колгоспна премія імені Двічі Героя Соціалістичної праці Пилипа Желюка (1982);
- Всеукраїнська літературно-мистецька премія імені Степана Руданського (1994);
- Літературно-мистецька премія «Кришталева вишня» (2000);
- Всеукраїнська літературна премія імені Михайла Коцюбинського (2005);
- Літературна премія імені Ірини Вільде (2008);
- Всеукраїнська літературно-мистецька премія імені Євгена Гуцала (2009);
- Премія «Ярославів вал» (2009);
- Всеукраїнська премія імені Івана Огієнка (2013);[9]
- Літературна премія імені Василя Гроссмана (2015);
- Корнійчуковська премія (2015);
- Премія «Літературний Олімп» (2017);
- Літературно-мистецька премія імені Володимира Забаштанського (2018);[10]
- Літературно-мистецька премія імені Марка Вовчка (2020).[11]